# L E Lundbergföretagen
L E Lundbergföretagen Aktiebolag er en svensk børsnoteret investeringsvirksomhed. Den ledes af finansmanden Fredrik Lundberg. Virksomheden blev etableret i Norrköping i 1944 af Lars Erik Lundberg og fokus var på boligbyggeri.

## Større aktieposter
Opgjort 23. august 2016.
| Virksomhed                 | Andel af kapital i % | Andel af aktier i % |
| -------------------------- | -------------------- | ------------------- |
| Fastighets AB L E Lundberg | 100                  | 100                 |
| Hufvudstaden               | 45,3                 | 88,1                |
| Holmen AB                  | 32,9                 | 61,6                |
| Industrivärden             | 14                   | 20,2                |
| Sandvik AB                 | 2,4                  | 2,4                 |
| Skanska                    | 4,3                  | 12,2                |
| Indutrade                  | 26,3                 | 26,3                |
| Svenska Handelsbanken      | 2                    | 2                   |
| Husqvarna                  | 7,6                  | 24,9                |